# Gonzalo Langa
Gonzalo Langa est un photographe espagnol.

## Biographie
Gonzalo Langa fait partie de la première génération de photographes madrilènes, au milieu du XIXe siècle.
Il fonda son studio au 2, calle Fuencarral, à Madrid.
Langa était spécialiste des portraits sous forme de cartes postales. Il réalisa aussi des vues de Madrid et de ses alentours.

## Source
- (es) Cet article est partiellement ou en totalité issu de l’article de Wikipédia en espagnol intitulé « Gonzalo Langa » (voir la liste des auteurs).